# 禅城区
禅城区，中华人民共和国廣東省佛山市下辖的一个市辖区，中共佛山市委、佛山市人民政府驻地，是佛山市的政治、信息、文化、交通、商业、金融中心。

## 历史
禅城在春秋战国时期属百越之地，秦朝至南北朝属番禺县，隋朝至唐朝属南海县，五代十国时期属咸宁县，宋朝至清朝属南海县。
禅城在晋朝时称为季华乡，东晋隆安二年（398年），罽宾国（今克什米尔）僧人达毗耶舍携带三尊铜佛像传教，建造塔坡寺。僧人回国后，塔坡寺因年久失修而倒塌。唐朝贞观二年（628年），居民在佛寺故址挖到铜佛三尊及碑碣，有石刻对联，上联：“胜地骤开一千年前青山我是佛”，下联：“莲花极顶五百年后说法起何人”，横额：“塔坡寺佛”。后来居民重建佛寺，按照碑碣之意刻上石榜“佛山·唐贞观二年”，从此人们认为此地为佛家之山，又称“佛山初地”，并把季华乡改为佛山，简称“禅”。明朝正统十四年（1449年），农民起义军将领黄萧养带队进攻佛山，当地豪绅招募义勇将起义军击退。明景泰三年（1452年），明朝皇帝以佛山抵御起义军有功，敕封佛山为“忠义乡”，自此“佛山”与“忠义乡”两名并存。
清朝，禅城称为佛山堡，也称佛山镇。雍正十一年（1733年），佛山从南海县分出，设立“佛山直隶厅”，由广州府直辖。雍正十二年（1734年），“佛山直隶厅”更为“广州府佛山分府”，由广州同知与南海县共同管辖。民国元年（1912年），南海县政府从广州迁回佛山，佛山分府改为佛山镇，隶属南海县第四区。民国14年（1925年），国民政府将佛山镇从南海县分出，成立佛山市，直属于广东省管辖。民国16年（1927年），国民政府将佛山市改为佛山镇，划归南海县管辖。民国30年（1941年），佛山镇隶属南海县佛山特别区。民国35年（1936年）9月1日，南海县政府以民治2116号训令，将佛山特别区下辖的汾文镇、富福镇、佛山镇合并为佛山镇。
1949年10月15日，佛山镇归属中国共产党。同年10月29日，广东省军事管制委员会佛山分会成立，佛山镇改为佛山市，属军管会管辖。1950年1月12日，经中央人民政府政务院批准，佛山市升为地级市，由广东省和珠江专区双重领导。同年3月21日，佛山市结束军事管制。1950年7月20日，佛山市改回佛山镇，重新划归南海县管辖。1951年1月12日，经中央人民政府政务院（1951）政行字第7号文批准，佛山镇改为佛山市。1952年11月，佛山市改属粤中行政区。1954年2月16日，南海县石角小乡、杨棠小乡、果房小乡、隔沙小乡、南涌小乡划归佛山市管辖。同年6月17日，南海县石湾镇划归佛山市管辖。1956年，佛山市改属佛山专区。1958年，南海县超英人民公社、幸福人民公社的敦厚小乡、上游人民公社的东三乡划归佛山市管辖。1966年，佛山升为地级市，由广东省、佛山专区实行双重领导。1970年，佛山改为县级市，隶属佛山地区。

1983年6月1日，原佛山地区与佛山市合并为佛山市，原佛山市改为佛山市区。1984年6月，佛山市区分为汾江区、石湾区。1987年2月12日，汾江区更名为城区。

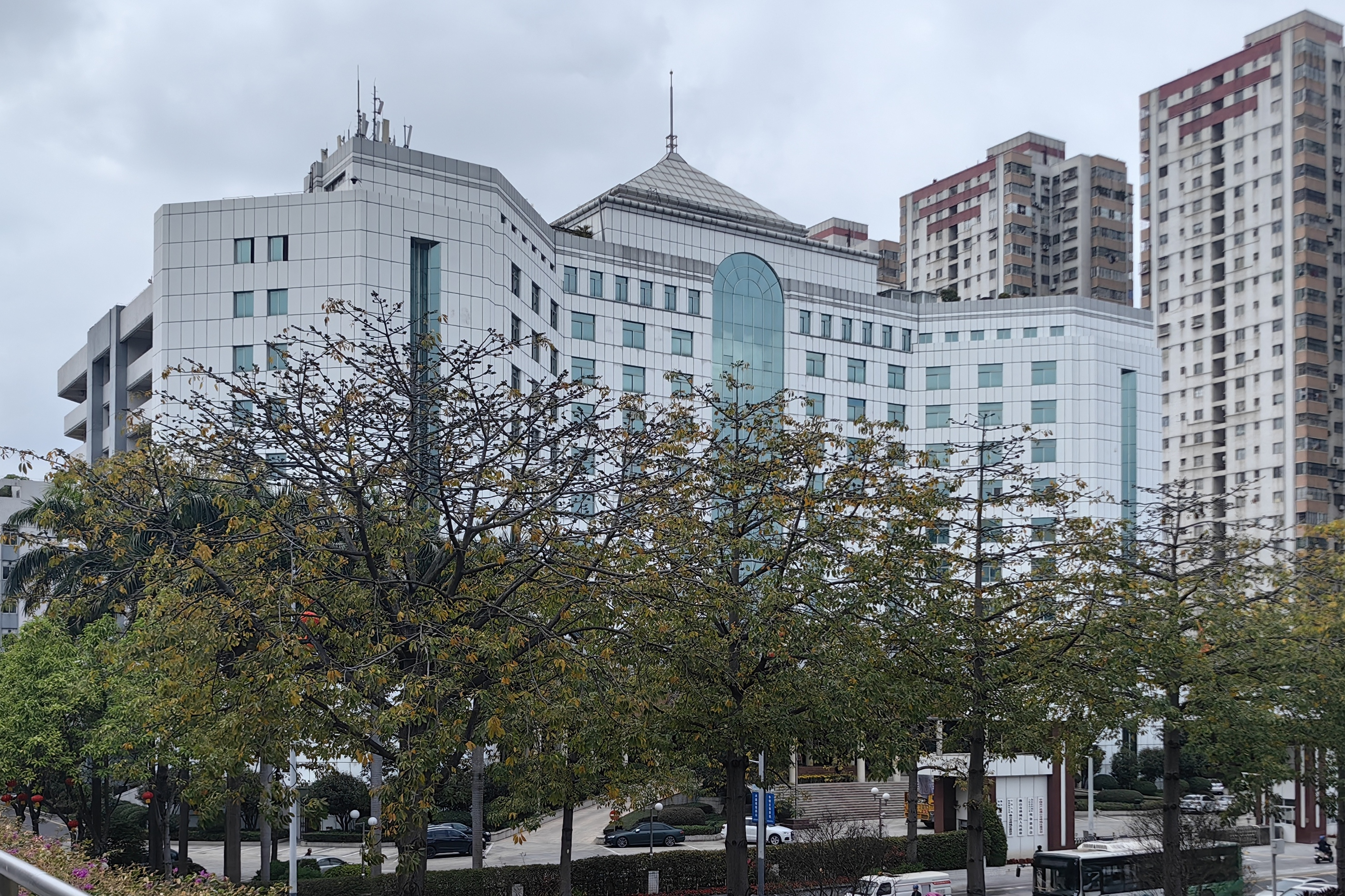
禅城区政府

2002年12月8日，城区、石湾区和南海市南庄镇合并为禅城区。2003年1月8日，禅城区正式挂牌成立。

## 地理
禅城区位于珠江三角洲腹地，广州市西南，佛山市中部，东、西、北面与南海区接壤，东南、南面与顺德区接壤，南北长15公里，东西宽19公里，面积154.09平方公里。禅城区为平坦的冲积平原，绝大部分海拔为1.3到4.6米，零星小山丘的海拔在1750米以下。地貌以堆积地系列为主，属三角洲平原，组成物质为亚砂土和淤泥层，属珠江三角洲沉积的顶积层。地表大部分被松散沉积物所覆盖，厚约15到25米。地质属第四纪地层，以粘土为主，其他为粒径不等的沙层。矿产资源主要为非金属矿，其中石膏石分布广，质量好，储量丰富，属于与断陷盆地有关的湖相蒸发膏盐矿床。
禅城区地处南亚热带海洋性季风气候区，春季、秋季短，夏季长，日照长，热量充足，雨量多，冬季多暖和，极少结冰，平均气温23.6℃。禅城区位于北江下游，境内有东平水道、佛山水道、吉利水道、顺德水道，流经境内约14公里，总降水量1599.8毫米，水资源总量1.91亿吨，供水总量1.86亿吨，总用水量1.73亿吨。

## 经济人口
2020年，禅城区实现地区生产总值1911.79亿元人民币，其中第一产业增加值0.51亿元人民币，第二产业增加值670.96亿元人民币，第三产业增加值1240.32亿元人民币。全区居民人均可支配收入55141元人民币，人均消费性支出37373元人民币。第二产业的支柱为泛家居、新材料、高端装备、电子信息、生物医药及大健康，第三产业的支柱为金融、批发零售。
2020年，禅城区户籍人口72.44万人，户籍总户数23.64万户，已办居住登记外来人口65.94万人，男女性别比例为95.5：100。
根據第七次全国人口普查數據，截至2020年11月1日零時，禪城區常住人口為1330262人。
2020年，禅城区拥有各类学校262所，其中中等职业教育2所，普通高中11所，普通初中16所，小学75所，幼儿园155所，特殊教育3所。在校学生19.40万人，教职工1.77万人，其中专任教师1.25万人。
禅城区的旅游景点有佛山祖庙、南风古灶、兆祥黄公祠、塔坡庙、东华里、佛山市中山公园、坭模岗冶铁遗址、佛山梁园、通济桥、莲峰书院、基督教赉恩堂、鸿胜馆、佛山孔庙。2020年，禅城区接待旅游总人数747.09万人次，其中国际游客1.98万人次，国内游客330.12万人次，全年旅游总收入64.51亿元人民币。

## 行政区划
2003年1月8日禅城区挂牌成立时，下辖五个镇和八个街道：石湾镇、张槎镇、澜石镇、环市镇、南庄镇、城南街道、江湾街道、升平街道、永安街道、同济街道、普君街道、祖庙街道和城门头街道。9月19日，禅城区下辖区划改为一个镇和八个街道：南庄镇、张槎街道、环市街道、澜石街道、石湾街道、城南街道、祖庙街道、升平街道、普君街道。2005年3月，石湾街道更名为石湾镇街道。
2006年6月29日，禅城区下辖区划改为一个镇和三个街道：石湾镇街道、张槎街道、祖庙街道和南庄镇。
| 统计用区划代码 | 乡镇区     | 下辖社区、村         | 面积          | 常住人口 | 来源   |
| -------------- | ---------- | -------------------- | ------------- | -------- | ------ |
| 440604010000   | 石湾镇街道 | 28个社区、11个行政村 | 28.32平方千米 | 35.89万  | [ 22 ] |
| 440604011000   | 张槎街道   | 9个社区、15个行政村  | 26.5平方千米  | 29.9万   | [ 23 ] |
| 440604012000   | 祖庙街道   | 50个社区、9个行政村  | 21.5平方千米  | 60万     | [ 24 ] |
| 440604100000   | 南庄镇     | 5个社区、18个行政村  | 76.03平方千米 | 21.5万   | [ 25 ] |

## 交通

### 公路
- 广台高速， 广佛高速， 佛清从高速， 363省道

### 鐵路
- 廣茂鐵路：佛山站

### 地鐵
- 廣佛線的车站有瀾石站、魁奇路站、季華園站、同濟路站、祖廟站、普君北路站、朝安站
- 佛山地鐵2號線的车站有南莊站、湖涌站、綠島湖站、智慧新城站、張槎站、石灣站、沙崗站、魁奇路站、石梁站、灣華站
- 佛山地铁3号线的车站有中山公園站、镇安站、季华六路站、亚艺公园站、湾华站

## 医院
- 佛山市中医院（广州中医药大学附属佛山中医院、广州中医药大学第八临床医学院）
- 佛山市第一人民医院（中山大学附属佛山医院）
- 佛山市第二人民医院（南方医科大学附属佛山医院）
- 佛山市第三人民医院（佛山市精神卫生中心、佛山大学附属第三医院）
- 佛山市第四人民医院（佛山市卫生应急医院）澜石院区
- 佛山市妇幼保健院（佛山市妇女儿童医院、佛山市产科医院）禅城院区
- 佛山复星禅诚医院（广东医科大学附属复星禅诚医院[26]）
- 佛山市口腔医院（佛山大学附属口腔医院）

## 风景名胜
- 祖庙
- 中山公園
- 南风古灶
- 佛山梁園
- 通济桥

## 註解
1. ↑  隋开皇十年（590年），番禺县拆分出南海县。
2. ↑  南汉乾亨元年（917年），南海县拆分出咸宁县。
3. ↑  宋开宝五年（972年），咸宁县并入南海县。
4. ↑  1951年1月12日至6月间，佛山仍在筹备建市阶段，对外仍称南海县佛山镇。1951年6月26日，佛山市各界人民代表大会第二次会议召开，正式公布佛山改镇建市。
5. ↑  1952年11月，撤销珠江专区，设立粤中行政区
6. ↑  1956年，撤销粤中行政区，设立佛山专区
7. ↑  1970年，佛山专区更名为佛山地区
8. ↑  1992年9月2日，经国务院批准，撤销南海县，设立南海市（县级），由佛山市代管。
9. ↑  撤销张槎镇、澜石镇、环市镇，改为张槎街道、澜石街道、环市街道；撤销石湾镇、江湾街道，设立石湾街道；撤销城门头街道、祖庙街道，设立祖庙街道；撤销永安街道、升平街道，设立升平街道；撤销同济街道、普君街道，设立普君街道。
10. ↑  撤销澜石街道、城南街道，将其并入石湾镇街道；撤销环市街道、普君街道、升平街道，将其并入祖庙街道；将原石湾镇街道沿季华路以北部分辖区并入张槎街道